# Župnija Lučine
Župnija Lučine je rimskokatoliška teritorialna župnija Dekanije Škofja Loka Nadškofije Ljubljana.
Sedanji župnik župnije Lučine je Jože Kovačič iz Župnije Prečna pri Novem mestu. Lučinska župnija teritorialno obsega naslednja naselja: Brebovnica, Dolge Njive, Goli Vrh, Lučine, Prelesje in Zadobje. Po podatkih iz Popisa prebivalstva 2002, v župniji prebivajo 504 prebivalci. Srce župnije predstavlja župnijska cerkev svetega Vida, ki je bila zgrajena leta 1900.
V župniji Lučine so postavljene Farne spominske plošče, na katerih so imena vaščanov iz okoliških vasi (Brebovnica, Črni Vrh,  Deskle, Dolge Njive, Goli Vrh, Lučine, Planina, Prelesje, Suhi Dol, Zadobje), ki so padli kot žrtve revolucionarnega nasilja v letih 1942-1945. Skupno je na ploščah 73 imen.

## Zgodovina
Župnija Lučine je nastala iz Pražupnije Poljane. 
Župnik Anton Dolinar je deloval v Lučinah do leta 1915, zatem pa je odšel v Kandijo pri Novem mestu. Tam je napisal Kratko zgodovino župnije, ki je pomemben vir podatkov o Lučinah in njeni okolici. V njej je natančno opisal gradnjo nove cerkve in dogodkov ob tem.